# Mycetopodella
Mycetopodella је род слатководних шкољки из породице Mycetopodidae.

## Врсте
Врсте у оквиру рода Mycetopodella:
- Mycetopodella falcata (Higgins, 1868)